# 韦瓘 (北朝)
韦瓘（535年—577年11月13日），字世恭，京兆郡万年县人（今陕西省西安市长安区）人，出自京兆韦氏逍遥公房，韦敻第三子，继叔父韦孝固为后。

## 官职
- 释褐大将军中山公府宾曹参军，不久转任中外府记室曹参军。[1]
- 袭爵安平县开国子，授帅都督、御伯下大夫，又转小御正。
- 除大都督，又迁车骑大将军、仪同三司。
- 改封建安县开国子，仍除安州总管府长史。
- 任隋州刺史。
- 北周建德六年岁次丁酉十月十七日（577年11月13日），在隋州患病去世，时年虚岁四十三。

## 家庭

### 祖父
- 韦旭，司空、文惠公[1]

### 生父
- 韦敻，北朝隐士[1]

### 嗣父母
- 韦孝固，北周吏部郎中、赠雍州刺史、安平恭子[1]
- 柳静女，西魏秘书监、车骑大将军、仪同三司、美阳孝男柳虬之女

### 兄弟姐妹
- 韦世康，隋朝上开府、荆州总管、上庸文公
- 韦洸，隋朝柱国、广州总管、襄阳敬公
- 韦藝，隋朝上大将军、营州总管、魏兴怀公
- 韦冲，隋朝开府、民部尚书、义丰县侯
- 韦約，隋朝太子洗马、仪同、观城公

### 夫人
- 范阳卢氏，开府、容城伯卢柔之女，封万春县君[1]

### 子女
- 长子：韦万顷
  - 孙：韦元整，西府东阁祭酒、天策上将府铠曹参军事、太中大夫、通曹二州刺史。夫人晋原郡君王婉，字令則，为唐太宗长孙皇后姐姐之女，有一女六子。王婉父王韶。
    - 曾孙：韦缄，唐潞州上党县令、坊州司马
    - 曾孙：韦缵，唐恒州司户参军、商州上津县令
    - 曾孙：韦綝，唐邛州安仁县令、隆州苍溪县令，益州大都督府成都县令
    - 曾孙：韦综，不出仕。
    - 曾孙：韦绎，交州交趾、潭州衡山县令。
    - 曾孙：韦绩，母王婉，唐益州新都县令、同州冯翊县令，朝散大夫、雍州奉天县令，尚纪王李慎之女江陵县主
      - 玄孙：韦晃，字重光，唐朝议郎、行婺州司仓参军、柱国，母江陵县主

    - 曾孙女：韦氏，母王婉，嫁太子詹事杨崇敬
- 世子：韦勇力
- 三子：韦惠尚
- 子：韦仁基，隋清淇、偃师二县令、济北郡丞，唐检校龙州刺史。有子常州长史韦俊
- 长女：韦氏，适荥阳毛氏，宜君侯
- 次女：韦氏，适安定梁氏
- 三女：韦氏，适陇西李氏